# Верхние Печёры
Эта статья — о микрорайоне Нижегородского района города Нижнего Новгорода. Не путать с муниципальным образованием в Республике Коми «Городской округ Печора», а также иными производными от многозначного слова Печора.
Ве́рхние Печёры (в разговорной речи — Печёры) — обобщающее наименование нескольких микрорайонов Нижегородского района Нижнего Новгорода, расположенных на юго-восточной окраине города.
Для всех микрорайонов Верхних Печёр характерно преобладание в структуре застройки жилых зданий различного типа, отсутствие промышленных и крупных производственных предприятий, зон деловой активности, а также сквозных проездов, что является характерным признаком «спального района» крупного города.
По состоянию на июль 2006 года население микрорайона составляло более 40 000 человек, однако, ввиду того, что Верхние Печёры являются окраинной территорией, в направлении которой происходит развитие города Нижнего Новгорода, численность населения микрорайона постоянно существенно увеличивается.
Общая площадь микрорайона составляет 3,182 км². Престижность микрорайона предопределяет высокие цены на жильё.

## Название и история
Слово «Печёры», широко использующееся в названиях географических объектов и христианских религиозных сооружений, по одной из версий происходит от видоизменённого слова «пещеры». Происхождение нижегородских топонимов связывается с историей создания в этой местности Печерского Вознесенского монастыря, который, как и многие другие ранние православные храмы, имел «пещерный», то есть выполненный в виде земляных пещер, прообраз.
Изначально Верхними Печёрами назывались четыре микрорайона города Горького, заложенные при планировании развития города в 1970-х годах и имевшие порядковые номера.
Несмотря на отсутствие достоверных данных, наиболее вероятным является предположение, что название микрорайонов связано с названием деревни или слободы, территория которой вошла в состав города и стала местом для современной застройки. Это предположение подтверждается тем, что Верхние Печёры находятся на вершине правого (крутого) берега Волги, а в нескольких километрах выше по течению реки у береговой линии (то есть внизу) располагается входящая и в настоящее время в состав Нижнего Новгорода слобода Печёры.
Начало строительства микрорайона приходится на 1970-е годы. В результате застройки территории, окружавшей микрорайоны Верхних Печёр, в строительную документацию вводились новые планировочные единицы (микрорайоны) со своими порядковыми номерами. Сейчас Верхние Печёры состоят из восьми микрорайонов.
В настоящее время номера микрорайонов указывают и упоминаются только в том случае, когда это имеет существенное значение, в остальных ситуациях принято говорить об одном общем микрорайоне Верхние Печёры.
В разговорной речи слово «Верхние» в названии микрорайона зачастую опускается.
Норма образования прилагательного, производного от названия микрорайона, не устоялась. Допускается написание в виде единого слова «Верхнепечёрский» и в виде сложносоставного «Верхне-Печёрский».

## Составные части и специфика застройки

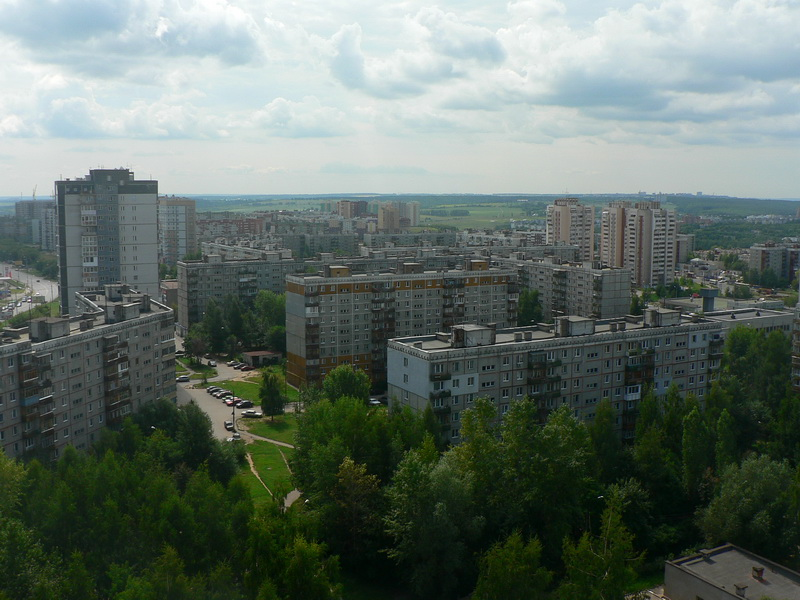
Верхние Печёры с высоты птичьего полёта

Верхними Печёрами называют несколько микрорайонов, находящихся в непосредственной близости друг от друга, а также некоторые кварталы многоэтажной застройки, смежной с ними.
Некоторые кварталы внутри микрорайона обособлены друг от друга глубокими оврагами, которые определяют специфику архитектуры и контур застройки.
На склонах оврагов, для которых характерны нестабильные грунты, преобладает частная коттеджная либо комплексная малоэтажная застройка.
В отношении зон частной застройки обозначение «Верхние Печёры», как правило, не применяется. Указанные территории носят либо исторические названия находившихся на таких местах деревень, либо фирменные наименования, предложенные застройщиками и проектировщиками соответствующих кварталов.
Для обозначения кварталов современной комплексной застройки, смежной с микрорайоном Верхние Печёры, применяются фирменные наименования, предложенные их застройщиками и проектировщиками.
Таким образом, к настоящему времени границы и составные части микрорайона можно считать окончательно сложившимися и включающими в себя:

### Старые Верхние Печёры

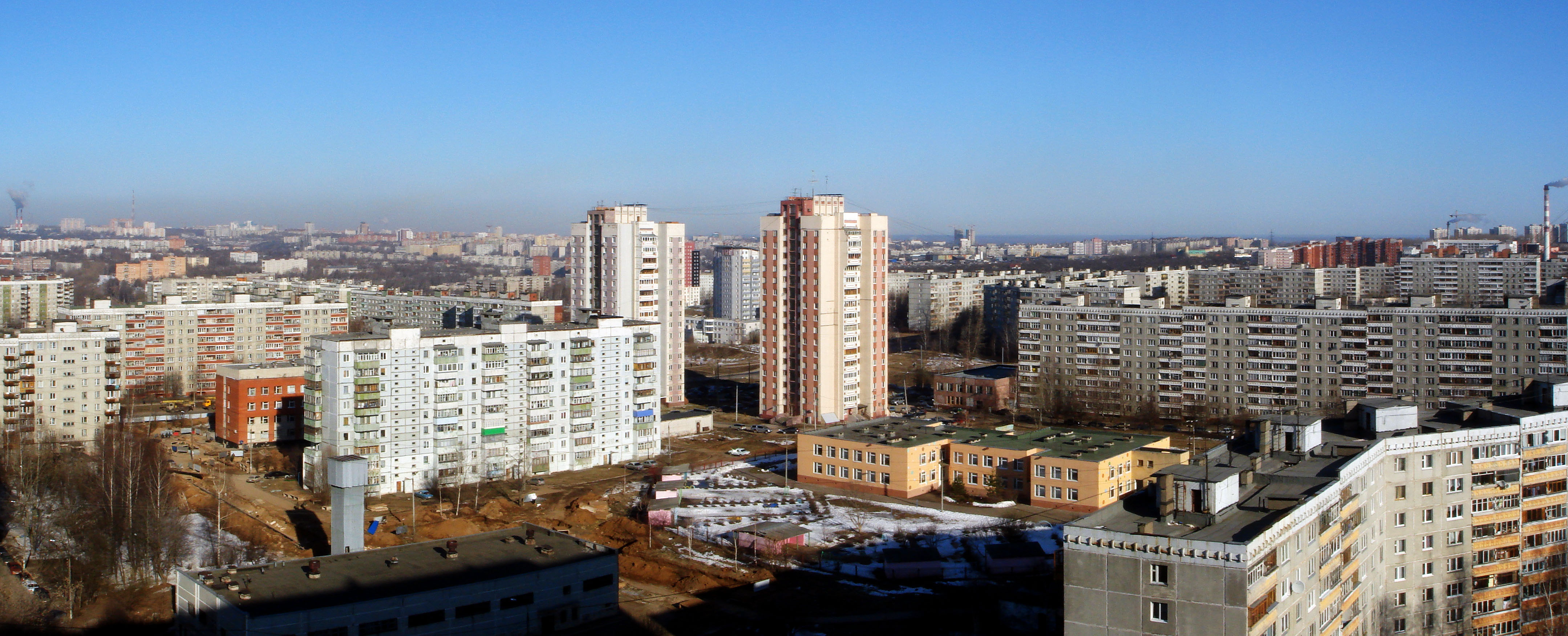
Старые Верхние Печёры

Старыми Верхними Печёрами принято называть территорию микрорайонов № 1, № 2, № 3 и № 4, застроенную многоэтажными домами в период 1979—1990 годов. Кварталы старых Верхних Печёр имеют типовую советскую застройку, состоящую преимущественно из панельных девятиэтажных домов. Для архитектуры характерно однообразие и стандартность, так как строительство производилось комплексно и в сжатые сроки. От новой части Верхних Печёр отделяются Касьяновским оврагом.
Свободные территории Старых Верхних Печёр в настоящее время застраиваются точечно.
К Старым Верхним Печёрам относятся:
Казанское шоссе

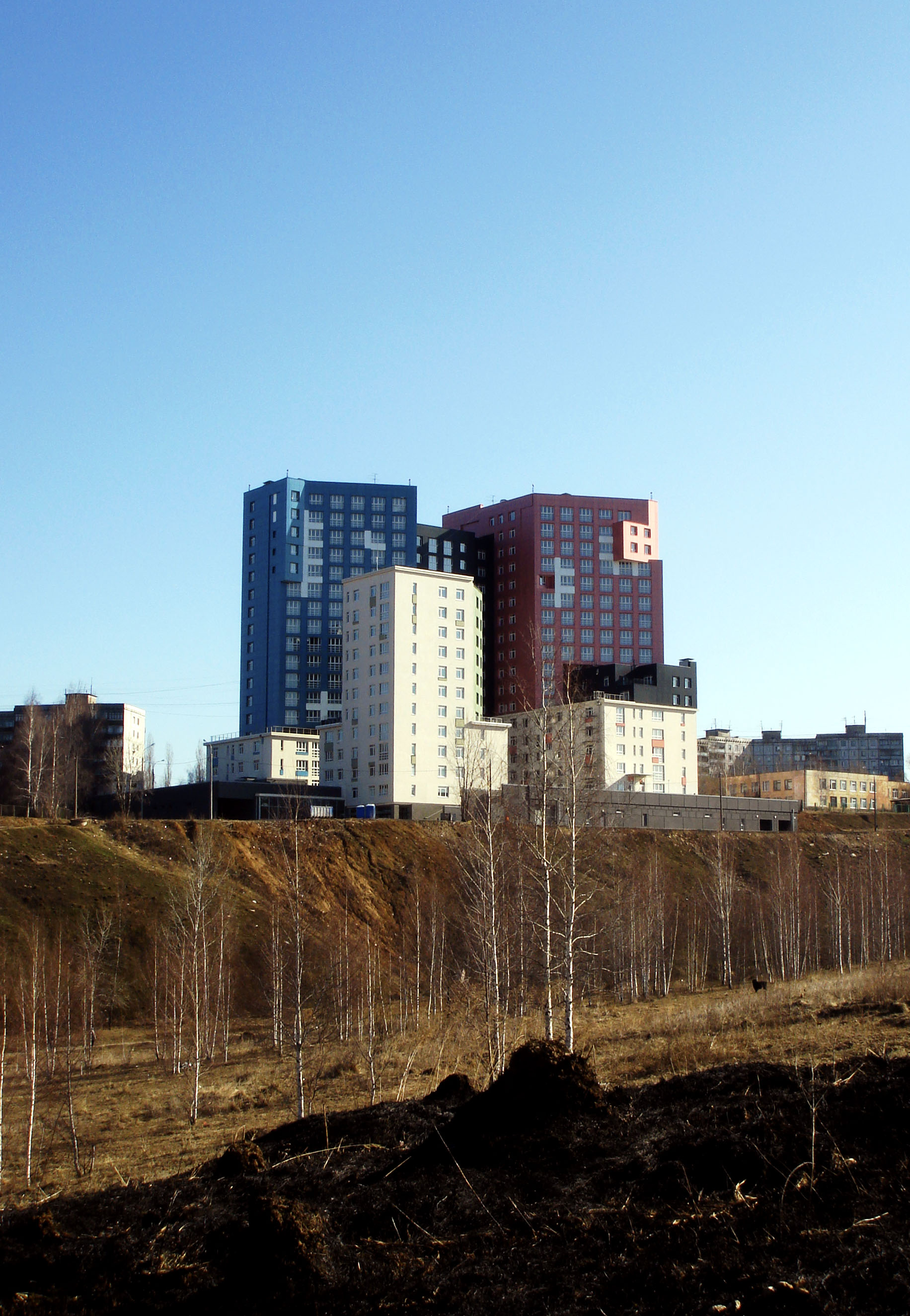
Точечная застройка в Старых Печёрах

Является восточной границей микрорайона Верхние Печёры. Идёт с севера на юг вдоль старой и новой части микрорайона от пересечения улиц Бринского, Родионова и Талалушкина до административной границы Нижнего Новгорода.
Улица Бринского

Названа в честь командира партизанской бригады А. П. Бринского.
Является северной границей микрорайона. Идёт от Казанского шоссе на запад до моста через реку Кова (Старка), где переходит в улицу Надежды Сусловой, относящейся к Советскому району Нижнего Новгорода.
В связи с тем, что улица является границей микрорайона, нумерация домов сплошная.
Улица Верхнепечёрская (Верхне-Печёрская)

Название происходит от названия микрорайона.
Центральная улица микрорайона. Пересекает все Верхние Печёры, включая их «новую» часть. Единственная улица частично открытая для сквозного движения автомобильного транспорта.
Идёт с севера на юг от улицы Рокадного шоссе (улицы Бринского) до пересечения с улицей Богдановича, пересекая по автомобильному путепроводу Касьяновский овраг.
 Улица Германа Лопатина 

Названа в честь русского революционера Г. А. Лопатина
Идёт от Казанского шоссе на запад до пересечения с улицей Верхне-Печёрской, далее вдоль обоих склонов Лопатинского оврага до русла реки Кова (Старка). В связи с разделением улицы оврагом, дома с нечётными номерами располагаются на южной стороне оврага, с чётными — на северной.
Улица Композитора Касьянова

Названа в честь советского композитора, народного артиста СССР А. А. Касьянова.
Идёт от Казанского шоссе на запад до русла реки Кова (Старка).

### Новые Верхние Печёры

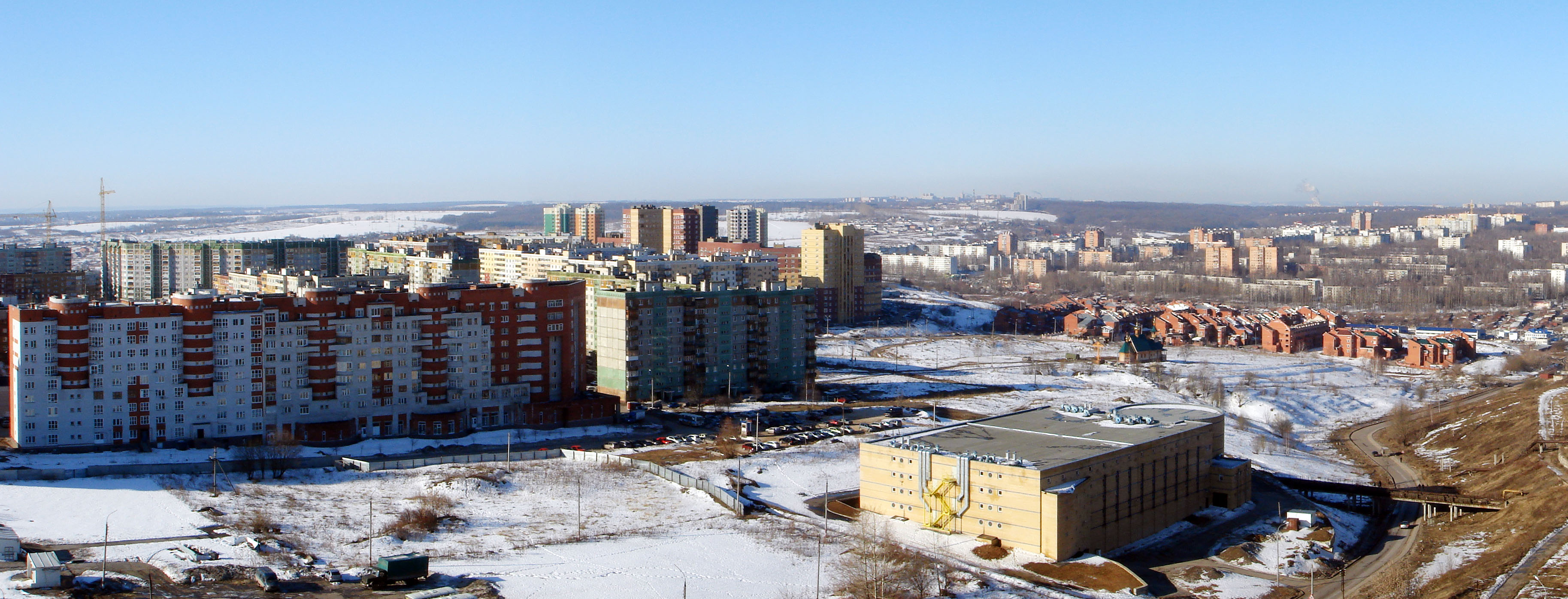
Новые Верхние Печёры

Новыми Верхними Печёрами называют часть микрорайона, располагающуюся южнее Касьяновского оврага. Эта часть микрорайона застраивалась существенно позже старой части. Причиной послужил общий кризис строительства, совпавший с социально-экономическими преобразованиями середины 1980-х — начала 1990-х.
Архитектура Новых Верхних Печёр современная. Для домов характерны индивидуальность проектов и яркость оформления.
К Новым Верхним Печёрам относятся:
Часть улицы Композитора Касьянова (см. раздел «Старые Верхние Печёры»)
Часть улицы Верхне-Печёрской (см. раздел «Старые Верхние Печёры»)
Улица Богдановича

Названа в честь белорусского поэта М. А. Богдановича.
Является южной границей микрорайона. Идёт от Казанского шоссе на запад до пересечения с улицей Верхне-Печёрской.
Улица Нижнепечёрская

Новая улица, не имеющая законченных очертаний. Является одним из основных центров строительства в Верхних Печёрах. Располагается западнее улицы Верхне-Печёрской и южнее Касьяновского оврага.

### Деление на микрорайоны
Верхние Печёры (как комплекс микрорайонов) включают в себя следующие микрорайоны:
- I микрорайон (в границах улицы Верхне-Печёрской, Лопатинского оврага, русла реки Кова (Старка), улицы Композитора Касьянова).
- II микрорайон (в границах улиц Верхне-Печёрская, Бринского, русла реки Кова (Старка), Лопатинского оврага).
- III микрорайон (в границах Казанского шоссе, улиц Бринского, Верхне-Печёрской, Германа Лопатина).
- IV микрорайон (в границах Казанского шоссе, улиц Германа Лопатина, Верхне-Печёрской, Композитора Касьянова).
- V микрорайон (в границах Казанского шоссе, улиц Касьянова, Верхне-Печёрской, Богдановича)
- VI микрорайон (малоэтажная застройка на склоне Касьяновского оврага)[10]
- VIII микрорайон (в границах улицы Верхне-Печёрской, Лопатинского оврага, улицы Нижнепечёрской)
- Печёрская гряда (в границах Казанского шоссе, улиц Богдановича, Нижнепечёрской)

### Сопредельные районы города
На севере Верхние Печёры граничат с микрорайоном «Печёрская долина», на западе — с микрорайонами «Нагорный» и «Кузнечиха» (Советский район), на юге с зоной современной комплексной застройки «Верхне-Печёрская слобода», на востоке — с деревней (слободой) Подновье, Александровской слободой и «городком ФСБ», основу которого составляют дома, построенные для работников этой службы.

## Природа

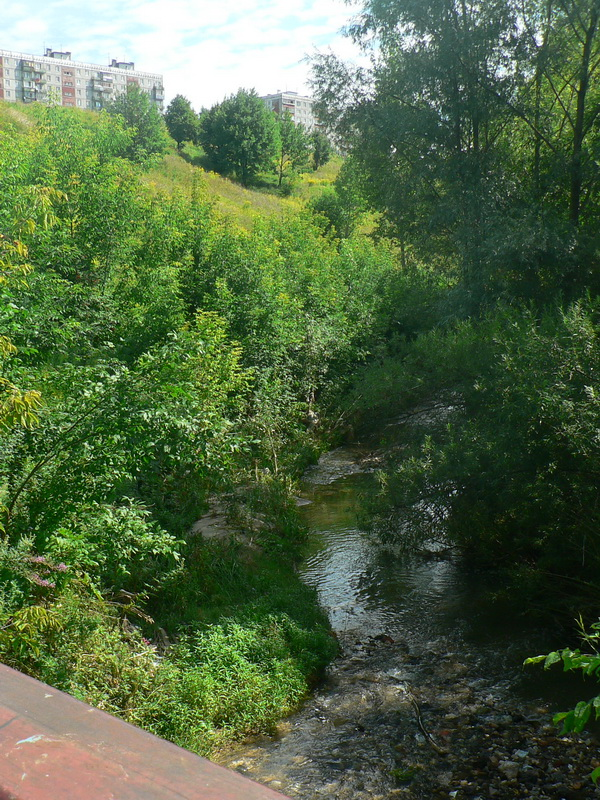
Река Кова (Старка) с пешеходного моста в конце Лопатинского оврага

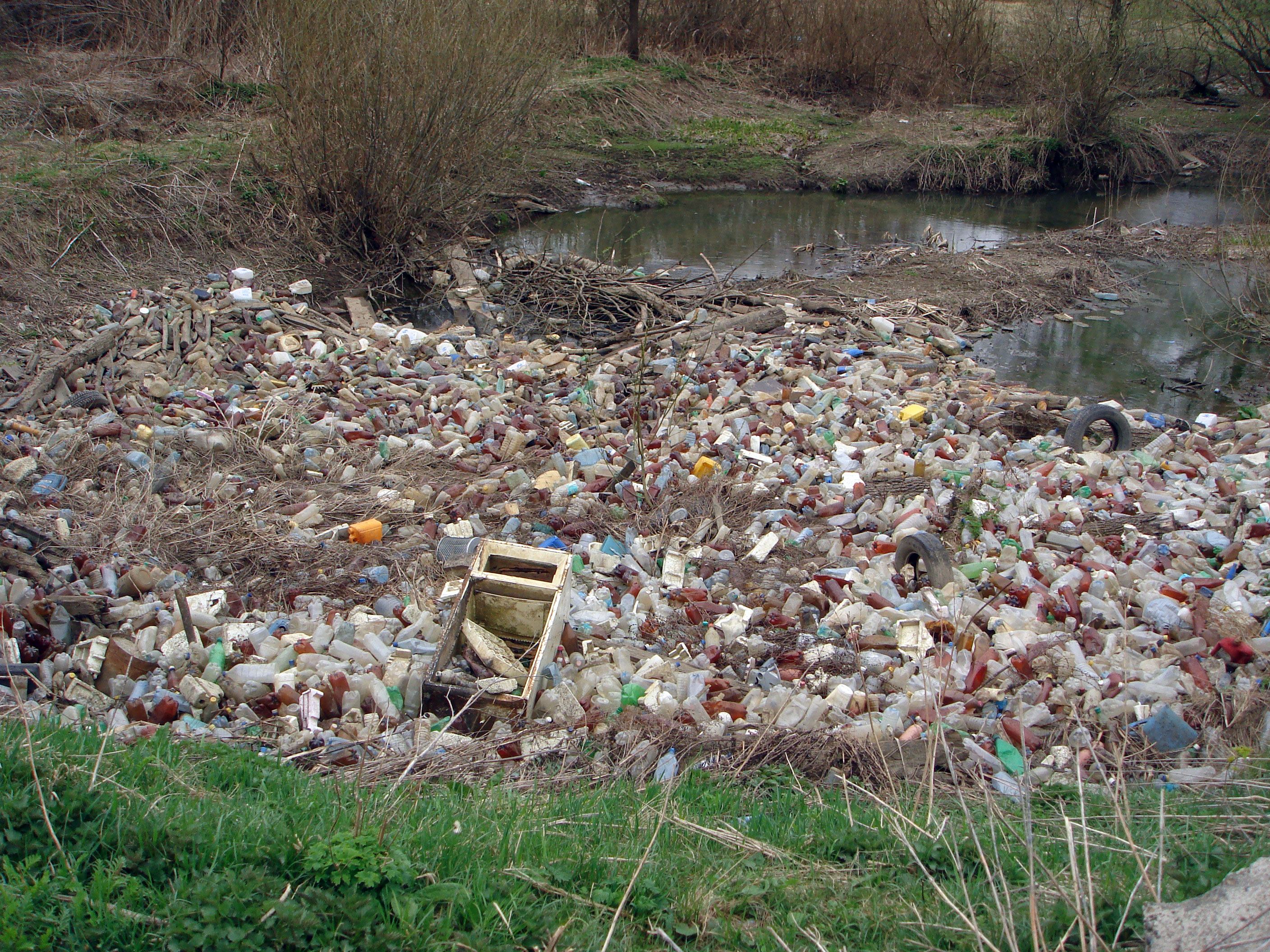
Общее состояние реки Кова

В Верхних Печёрах имеется несколько оврагов. Причина образования оврагов — мягкость пород, слагающих массив правобережья Оки и Волги, что обуславливает их слабость, рыхлость и лёгкую размываемость дождевыми водами, а также потоками, возникающими при таянии снега. Размыванию способствуют нередко и подземные воды.

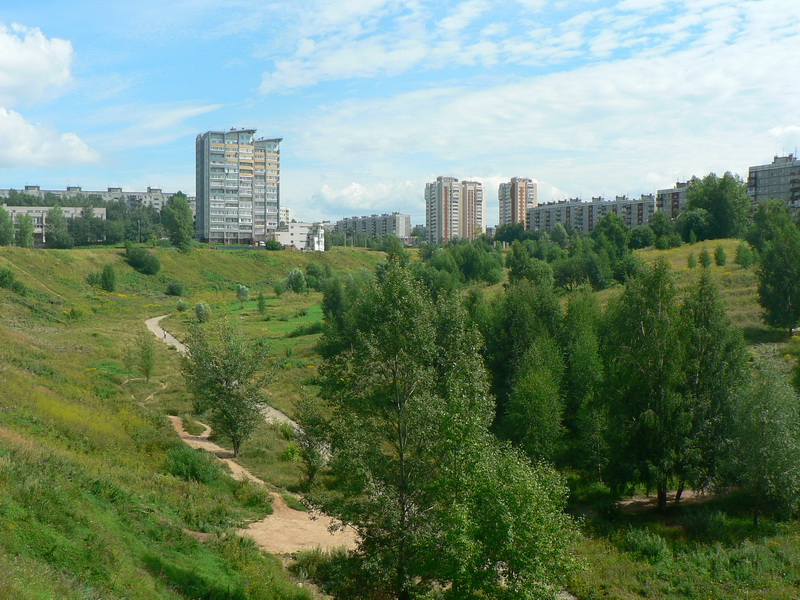
Лопатинский овраг

Начинается в центре Старых Верхних Печёр в месте пересечения улиц Германа Лопатина и Верхне-Печёрской, расширяется к руслу Ковы (Старки). Долина оврага имеет пешеходную бетонированную дорогу. Спуски от жилых кварталов в долину оврага выполнены в виде металлических лестниц. По дну оврага проходит коллектор сточных вод микрорайона Верхние Печёры, выходящий в реку Кову (Старку).

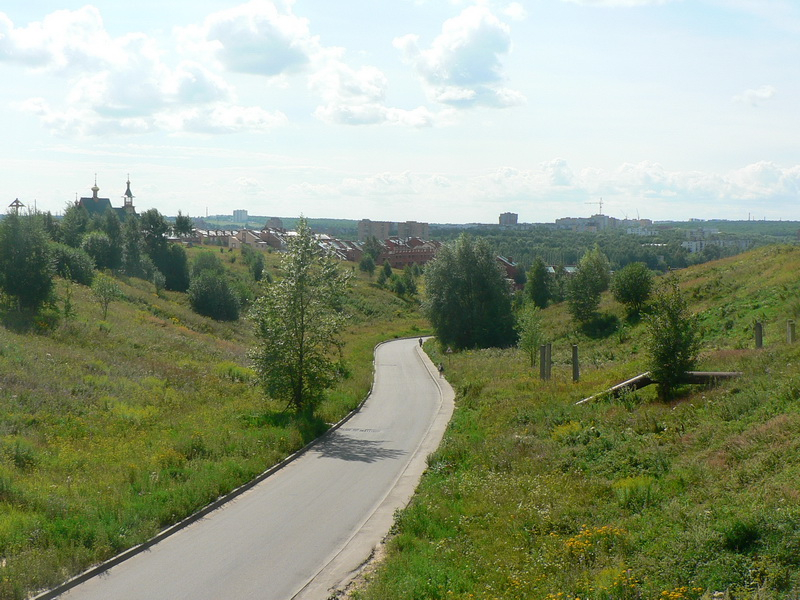
Касьяновский овраг

Начинается от Казанского шоссе. Расширяется к руслу Ковы (Старки). Долина оврага имеет двухполосную автомобильную дорогу, соединяющую микрорайон Верхние Печёры с микрорайоном Кузнечиха.
В октябре 2010 года закончено строительство автомобильного путепровода через овраг.
Благоустроенные склоны Касьяновского оврага с асфальтированными пешеходными дорожками, в условиях отсутствия в Верхних Печёрах специально выделенных парковых зон, являются местом отдыха жителей. Но в связи с началом строительства в ноябре 2014 года новых домов жители Печёр потеряли это любимое место отдыха
Долина реки Ковы (Старки)

По дну глубокого оврага, пересекающего Лопатинский и Касьяновский овраги, по западной границе микрорайона протекает река Кова (Старка). В результате систематического загрязнения реки бытовыми и промышленными отходами, она имеет неудовлетворительное экологическое состояние и не используется в качестве места отдыха нижегородцев.

## Социально-бытовая инфраструктура
В Верхних Печёрах созданы комфортные социально-бытовые условия проживания, удовлетворяющие все основные запросы жителей.

### Дошкольные учреждения, школы
Детские дошкольные учреждения
- МДОУ детский сад комбинированного вида № 33
- МДОУ детский сад № 447
- МДОУ детский сад комбинированного вида № 67
- МДОУ детский сад общеразвивающего вида с приоритетным осуществлением физического развития воспитанников № 459
- МДОУ детский сад комбинированного вида № 469
- МДОУ детский сад № 439

Специализированные детские учреждения
- Детский дом культуры им. А. П. Бринского
- Филиал МОУ ДОД «Детская школа искусств № 10»

Школы
- МОУ средняя общеобразовательная школа № 42
- МОУ средняя общеобразовательная школа № 103
- МОУ средняя общеобразовательная школа № 7
- МАОУ «Средняя общеобразовательная школа № 22 с углубленным изучением отдельных предметов»
- НОУ Частная школа имени С. В. Михалкова
- АНОО «Школа 800»

### Высшие учебные заведения и научные учреждения

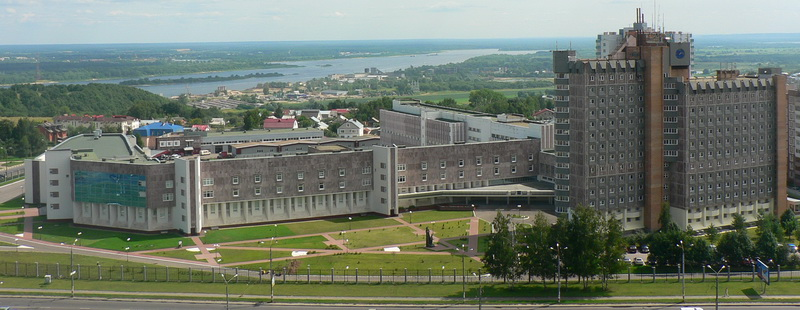
Комплекс зданий Института ФСБ

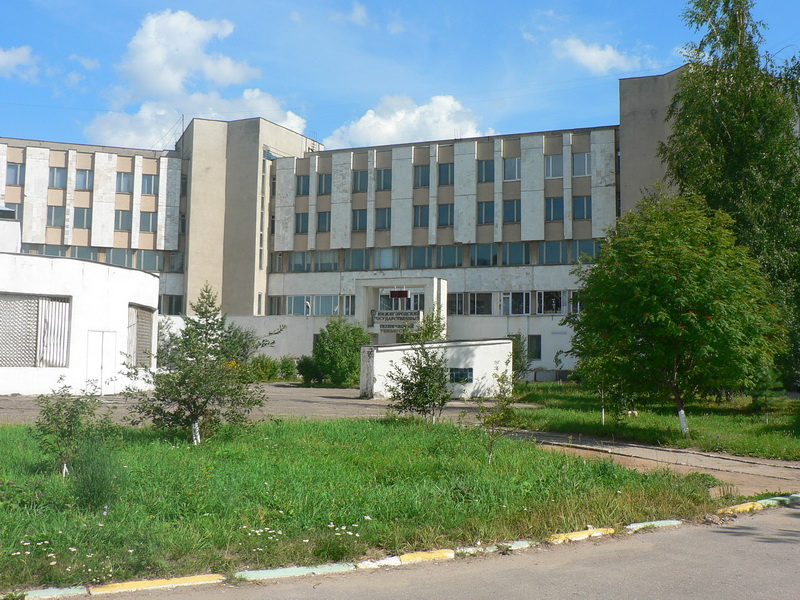
Главный вход 6-го корпуса НГТУ

В Верхних Печёрах не представлены филиалы ВУЗов, однако в непосредственной близости от административных границ микрорайона на противоположной от него стороне Казанского шоссе (в месте, которое традиционно охватывается понятием Верхние Печёры) располагаются:
- ФГОУ «Институт ФСБ России» (г. Нижний Новгород)
- 6-й учебный корпус Нижегородского государственного технического университета имени Р. Е. Алексеева
- Институт физики микроструктур РАН

### Социально значимые учреждения
- Орган ЗАГС Нижегородского района
- МЛУП «Городская поликлиника № 7»
- МЛПУ «Детская городская поликлиника № 22» Нижегородского района (2 педиатрическое отделение)
- Участковый пункт полиции № 6 ГУВД Нижегородской области УВД Нижегородского района МВД России
- Отделение почтовой связи № 87 Нижегородского почтамта
- Отделение почтовой связи № 163 Нижегородского почтамта
- Отделение электросвязи № 163 Нижегородского филиала ОАО «ВолгаТелеком»

За административными границами микрорайона Верхние Печёры, но на территориях, непосредственно прилегающих к нему и традиционно именующихся Верхними Печёрами, располагаются ГУЗ «Нижегородская областная больница имени Н. А. Семашко», ГБУЗ НО «Нижегородский областной центр крови имени Н. Я. Климовой», ГУЗ «Нижегородский областной противотуберкулёзный диспансер», Филиал МУП «Комбинат ритуальных услуг населению», действующее кладбище «Афонино».

### Спортивные сооружения
- Горнолыжная база «Печёрский каньон»

### Объекты религиозного значения

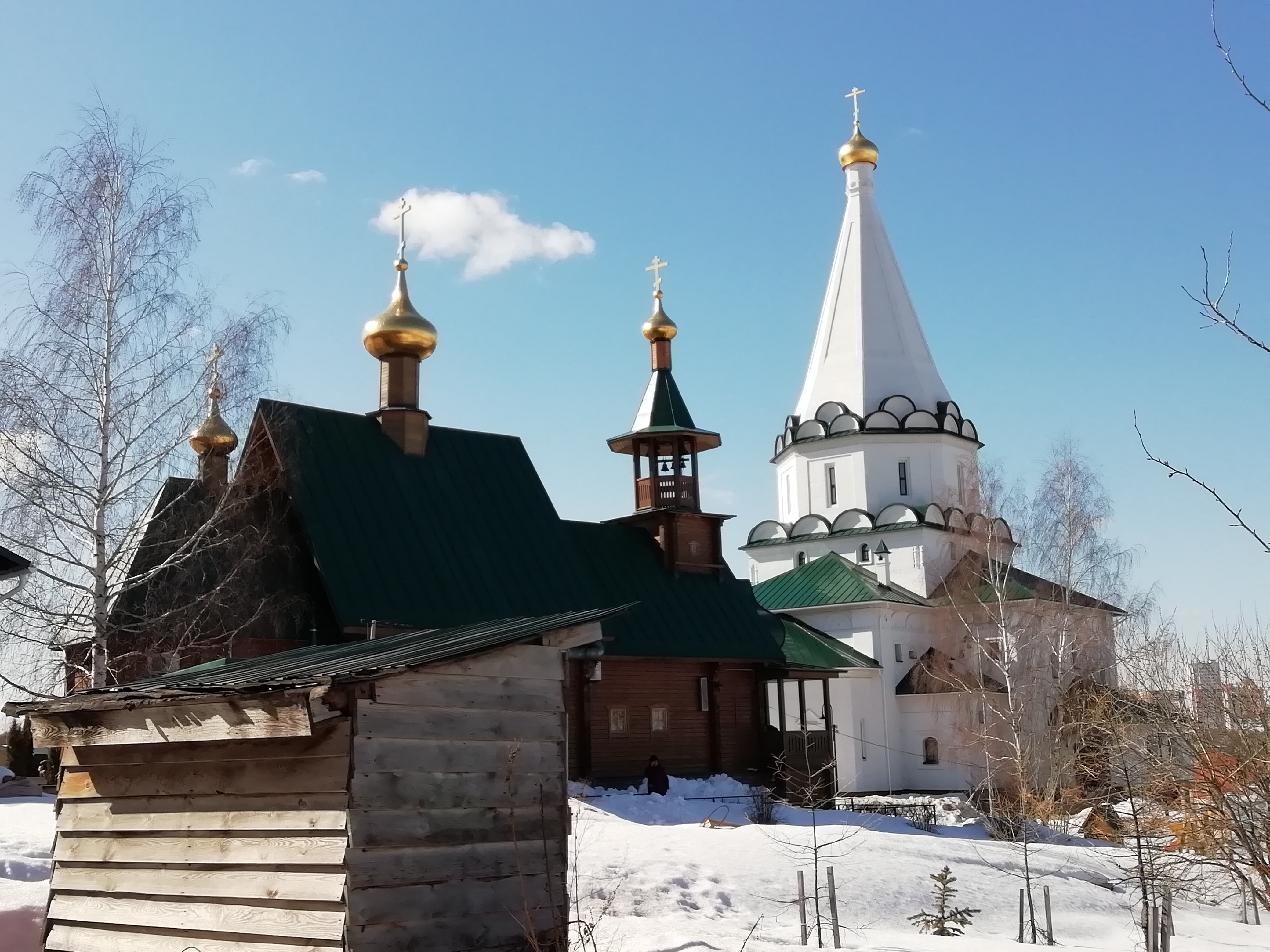
Церковь во имя св. князя Игоря Черниговского и церковь во имя равноапостольной княгини Ольги

- Церкви во имя святого благоверного князя Игоря Черниговского и равноапостольной княгини Ольги — расположены на южном склоне Касьяновского оврага, построены христианской православной Общиной во имя равноапостольной княгини Ольги. Первый камень в основание каменного храма в честь княгини Ольги освятил и заложил 10 сентября 2006 года архиепископ Нижегородский и Арзамасский Георгий. Деревянная церковь во имя святого князя Игоря — первое здание православного комплекса, в который также входят административные здания и воскресная школа. Храм был освящён малым чином 7 апреля 2007 года[1].
- Верхнепечёрская церковь христиан-адвентистов седьмого дня[13].
- Католический приход. Не действует. Планировался как общежитие кармелиток[14]. Строительство здания приостановлено.

## Транспортная инфраструктура
Транспортное сообщение с Верхними Печёрами внутри города Нижнего Новгорода развито хорошо.
Преобладающее значение для пассажирских перевозок имеет автобусное сообщение.
Верхние Печёры являются конечной остановкой большого числа городских автобусных маршрутов.
До 2006 года конечная остановка транспорта располагалась внутри микрорайона. В настоящее время, в связи с высокой интенсивностью движения, она перенесена за пределы жилых кварталов.
Через Верхние Печёры проходит несколько маршрутов автобусов междугороднего сообщения (Казанское направление).
Через Верхние Печёры следуют городские маршруты:
- Автобусы: 2, 18, 24, 39, 40, 45, 61, 72, 74, 82, 90, 97;
- Маршрутные такси: т-57, т-83

До 2014 года через Верхние Печёры проходили троллейбусные маршруты:
- № 1 (Площадь Минина и Пожарского — ул. Б. Печёрская — ул. Родионова — Казанское шоссе — мкр. Верхние Печёры) (до 15 сентября 2014 года)
- № 16 (4-Нагорный микрорайон — Верхние Печёры) (закрыт в 2014 году)
- № 21 (Площадь Горького — ул. Горького — пл. Свободы — ул. Ванеева — ул. Васюнина — ул. Бринского — мкр. Верхние Печёры) (работал с 25 декабря 2013 до 16 апреля 2014 года)

Сквозного движения автомобильного транспорта внутри микрорайона нет. Крупные автомобильные дороги проходят по границам микрорайона.
В связи с тем, что Верхние Печёры располагаются на выезде из города, а также ввиду интенсивного развития микрорайона и роста населения, автомобильное движение отличается высокой интенсивностью уже на подъезде к микрорайону.
В часы пиковой нагрузки движение на перекрёстках регулируется сотрудниками ГИБДД МВД РФ.
В микрорайоне имеется два многоярусных паркинга и несколько гаражно-строительных кооперативов.
На 2026 год запланировано завершение строительства станции метро «Сенная» в 4 километрах от основной жилой застройки микрорайона.

## Органы общественного самоуправления, общественные группы
Совет общественного самоуправления микрорайона «Верхние Печёры» города Нижнего Новгорода.
Положение о Совете утверждено решением Нижегородского райсовета от 14 декабря 1989 г. № 842.

Устав утверждён распоряжением главы администрации города Нижнего Новгорода от 5 августа 2002 г. № 2665-р.

На территории Совета находятся Казанское шоссе, улицы Германа Лопатина, Верхне-Печёрская, Композитора Касьянова, Бринского, Богдановича, Деловая, Нижне-Печёрская.
Совет становился неоднократным победителем конкрурсов на лучший совет общественного самоуправления в городе Нижнем Новгороде: по многоэтажным микрорайонам (2002 г.), за лучший двор (2003, 2004 гг.), за лучший палисадник (2005 г.).
В микрорайоне действуют Женсовет и Совет ветеранов, а также находится Союз многодетных семей «Мы вместе».

## Перспективные планы развития
Верхние Печёры являются одним из перспективных престижных районов Нижнего Новгорода с ясными планами на дальнейшее развитие.
В программу благоустройства микрорайона заложена разбивка парка из 5200 деревьев (в настоящее время в микрорайоне нет отдельной зоны отдыха)
.
Имеются планы по прокладке трамвайных линий и ветки метро.
На улице Германа Лопатина в долине Лопатинского оврага планируется строительство бассейна.
Существуют негосударственные проекты развития микрорайона, активно поддерживаемые общественными организациями.